# شین‌بی
هوانگ اون بی (کره‌ای: 황은비؛ زادهٔ ۳ ژوئن ۱۹۹۸) که بیشتر با نام هنری شین‌بی (کره‌ای: 신비؛ انگلیسی: SinB) شناخته می‌شود، خواننده، رقصنده و بازیگر اهل کره جنوبی است. او عضو سابق گروه دخترانه جی‌فرند و عضو کنونی گروه دخترانه ویویز است.

## اوایل زندگی
شین‌بی زادهٔ ۳ ژوئن ۱۹۹۸ در چونگ‌جو، کره جنوبی است. او در سال ۲۰۱۷ از دبیرستان هنر سئول فارغ‌التحصیل شد. پیش از آغاز فعالیت، او به مدت دو سال کارآموز بیگ هیت میوزیک بود و سپس به لئون انترتینمنت رفت و برای یکسال کارآموز بود پیش از این که به سورس میوزیک ملحق شود.

## ترانه‌شناسی

### همکاری‌ها
| عنوان                                                                         | سال  | بهترین موقعیت جدول | بهترین موقعیت جدول | بهترین موقعیت جدول | آلبوم                            |
| عنوان                                                                         | سال  | کره جنوبی گائون    | کره جنوبی هات      | آمریکا جهانی       | آلبوم                            |
| ----------------------------------------------------------------------------- | ---- | ------------------ | ------------------ | ------------------ | -------------------------------- |
| «عجب چیزی» (به همراه جون سویون، سول گی و چونگ‌ها)                              | ۲۰۱۸ | ۳۵                 | ۴۳                 | ۳                  | اس‌ام استیشن اکس ۰                |
| «خودت باش» (신비송(ㅅㅂㅅ)) (به همراه شین)                                    | ۲۰۲۰ | —                  | —                  | —                  | Shinbi Song: Self-esteem project |
| نشانهٔ «—» مواردی را نشان می‌دهد که در آن کشور منتشر نشده یا به جدول نرسیده‌اند. |      |                    |                    |                    |                                  |